# جین سو یون (بازیگر، زاده ۱۹۹۱)
جین سو یون (کره‌ای: 진소연؛ زادهٔ پارک سو یون در ۲ مه ۱۹۹۱) بازیگر و مدل اهل کره جنوبی است. او بیشتر به خاطر ایفای نقش در مجموعه تلویزیونی نوازش قلبت و فیلم‌های جوانان خون‌گرم و زنده شناخته می‌شود.

## فیلم‌شناسی

### فیلم
| سال  | عنوان                | نقش       | منابع |
| ---- | -------------------- | --------- | ----- |
| ۲۰۱۱ | کوتاه! کوتاه! کوتاه! | دانش آموز | [ ۳ ] |
| ۲۰۱۲ | سایرن                | اوه هه    | [ ۴ ] |
| ۲۰۱۴ | جوانان خون‌گرم        | هوا سون   | [ ۵ ] |
| ۲۰۲۰ | زنده                 | النا کیم  | [ ۶ ] |

### مجموعه تلویزیونی
| سال     | عنوان                     | نقش               | منابع             |
| ------- | ------------------------- | ----------------- | ----------------- |
| ۲۰۱۷–۱۹ | آفیس واچ                  | کیم چونگ جانگ     | [ ۷ ] [ ۸ ] [ ۹ ] |
| ۲۰۱۸    | زندگی مخفی خانم کیم       | کیم جی هیون       | [ ۱۰ ]            |
| ۲۰۱۸    | Sweet and Salty Office    | سو یون            | [ ۱۱ ]            |
| ۲۰۱۹    | نوازش قلبت                | منشی حقوقی یو روم | [ ۱۲ ]            |
| ۲۰۱۹    | زندگی مخفی خانم کیم: مصرف | کیم جی هیون       | [ ۱۳ ]            |
| ۲۰۲۰    | غریبه ۲                   | نو جو اون         | [ ۱۴ ]            |
| ۲۰۲۰    | دراما استیج: بلک‌اوت       | زن قرمز           | [ ۱۵ ]            |
| ۲۰۲۰    | نه متشکرم                 | یون سو            | [ ۱۶ ]            |
| ۲۰۲۱    | Nice Na Ik Soo            | پارک ته اون       | [ ۱۷ ]            |
| ۲۰۲۱    | پازل جنایت                | هان یون جو        | [ ۱۸ ]            |
| ۲۰۲۱    | خانه‌ای برای یک شخص        | ارورا             | [ ۱۹ ]            |
| ۲۰۲۲    | نه متشکرم ۲               | یون سو            | [ ۲۰ ]            |
| ۲۰۲۳    | آیدل بهشتی                | شوالیه            |                   |
| ۲۰۲۳    | بهش بگو عشق               | بک سو هی          | [ ۲۱ ]            |
| ۲۰۲۳    | سلبریتی                   | Beanie mom        | [ ۲۲ ]            |
| ۲۰۲۳    | استاد: رشته‌های حقیقت      | کوان سو جین       | [ ۲۳ ]            |
| ۲۰۲۴    | آقای مجرد و بانو          | لی جو این         | [ ۲۴ ]            |
| ۲۰۲۵    | رسوایی چون‌هوا             | خانم پارک         | [ ۲۵ ]            |